# Windows Live Betas
Windows Live Betas（ウィンドウズ ライブ ベータ、旧名：Windows Live Ideas）とは、2005年11月に開設されたWindows Liveサービスの紹介ページである。Windows Live Essentialsのパブリックベータ版がリリースされたのに伴い、2008年9月17日にサービスを終了した。

## 機能
Windows Live ベータには、以下のような機能があった。
- Windows Live 製品の製品紹介。
- ベータサービスへの申し込みと参加（サインアップ）。
- 公式ブログへのリンク。

## 表示される項目
日本語版の場合は、以下の項目が表示されていた。
- Windows Live OneCare ファミリーセーフティ、Windows Live Writer、Windows Live メッセンジャー 8.5、Windows Live Alerts、Windows Live Gallery、Live Search 学術論文検索、Microsoft Office Live、Windows Live Mail
- 正式版サービス

日本語版の場合は、以下の項目が表示されていた。
Windows Live Hotmail、Windows Live メッセンジャー、Windows Live スペース、Windows Live ツールバー、Windows Live.com、Windows Live OneCare PC セーフティ、Windows Live OneCare、Windows Live Favorites
- その他の Live サービス

日本語版の場合は、以下の項目が表示されていた。
Xbox Live